# San Cristóbal de Entreviñas
San Cristóbal de Entreviñas es un municipio de España, perteneciente a la provincia de Zamora y la comunidad autónoma de Castilla y León.
Su término municipal lo conforma la localidad de San Cristóbal de Entreviñas y las pedanías de San Miguel del Esla y Santa Colomba de las Carabias.

## Geografía
El municipio se encuentra situado en la comarca tradicional de Benavente y Los Valles, encontrándose a 78 kilómetros de la capital zamorana. El término municipal está atravesado por la autovía del Noroeste entre los pK 265 y 268, así como por la carretera N-630 y la autovía A-66. 
El relieve del territorio está determinado por el valle del río Esla y los numerosos canales creados para el regadío. La altitud oscila entre los 700 metros a orillas del río y los 786 metros (cerro Tesoro) hacia el noroeste. El pueblo se alza a 719 metros sobre el nivel del mar. 
| Noroeste: Matilla de Arzón      | Norte: Cimanes de la Vega (León) | Noreste: Villaquejida (León)          |
| Oeste: Villabrázaro y Benavente |                                  | Este: Fuentes de Ropel                |
| Suroeste: Benavente             | Sur: Benavente                   | Sureste: Fuentes de Ropel y Benavente |

## Historia
Durante la Edad Media San Cristóbal de Entreviñas quedó integrado en el Reino de León, siendo en la Edad Moderna una de las poblaciones que formó parte de la provincia de las Tierras del conde de Benavente, encuadrándose dentro de esta en la Merindad de Villamandos y la receptoría de Benavente.
Ya en el siglo XIX, al reestructurarse las provincias y crearse las actuales en 1833, San Cristóbal de Entreviñas pasó a formar parte de la provincia de Zamora, dentro de la Región Leonesa, quedando integrado en 1834 en el partido judicial de Benavente.
En torno a 1850, San Miguel del Esla se integró en el municipio de Santa Colomba de las Carabias, municipio este último que a su vez se integró en 1972 en el de San Cristóbal de Entreviñas.

## Geografía humana

### Demografía
Cuenta con una población de 1318 habitantes (INE 2024).
| Gráfica de evolución demográfica de San Cristóbal de Entreviñas entre 1842 y 2021 |
| |
| Población de derecho según los censos de población del INE Población de hecho según los censos de población del INEEntre el censo de 1981 y el anterior, crece el término del municipio porque incorpora a 49198 (Santa Colomba de las Carabias) |

## Monumentos y lugares de interés
El edificio con mayor notoriedad del pueblo es su iglesia parroquial, que comenzó a construirse en el siglo XV y en la que se encuentran mezclados los estilos gótico y románico. Destaca su gran torre cuadrada de gran solidez y enormes dimensiones. En su interior se conserva un impresionante retablo barroco, así como un valiosísimo artesonado mudéjar, restaurado.

## Cultura

### Deporte
Equipos más representativos de San Cristóbal de Entreviñas
| Equipo                       | Deporte | Categorías        | Estadio                            | Presidente              |
| ---------------------------- | ------- | ----------------- | ---------------------------------- | ----------------------- |
| Club Deportivo San Cristóbal | Fútbol  | Aficionado sénior | Estadio municipal de San Cristóbal | Joaquín González Blanco |

### Fiestas
La localidad principal, San Cristóbal de Entreviñas, conmemora la festividad de La Trinidad, domingo anterior a Corpus, y San Cristóbal, el 10 de julio.